# 공손속
공손 속(公孫續, ? ~ 199년)은 중국 후한 말기의 인물로, 유주 요서군 영지현(令支縣) 사람이다. 공손찬의 아들이다.

## 행적
건안 3년(198년), 공손찬이 원소와 교전하고 있을 때 공손찬은 공손속을 장연에게 보내어 맹약을 맺었다.
이듬해, 장연과 공손속은 10만 명의 병사를 이끌고 역경성(易京城) 밖으로 구원을 나서 원소군을 협공하려 하였다. 그러나 원소의 척후병이 공손찬의 전령 문칙의 서신을 확보하는 바람에 작전이 들통나고 말았고, 원소는 복병으로 공손찬과 장연을 격파하였다. 결국 역경은 함락되었고 공손찬은 스스로 목숨을 끊었으며, 자신은 북방 민족의 한 계통이던 저각(屠各, 흉노족의 일파)에게 살해당했다.

## 관련 인물
공손범　공손월　공손찬